# پیشرانش جت
پیشرانه جت (به انگلیسی: Jet propulsion) عبارت است از رانش یک شی در یک جهت، با کمک خارج کردن جریانی از مایعات از سمت مخالف مسیر حرکت خود. طبق قانون سوم نیوتن، جسم در حال حرکت، در خلاف جهت جت حرکت می‌کند. موتورهای واکنشی (Reaction engines) که بر اساس اصل پیشرانه جت کار می‌کنند، عبارت‌اند از موتور جت مورد استفاده در پیشرانه هواپیما، پمپ جت مورد استفاده در پیشرانه دریایی و موتور موشک و پرتابگر پلاسمای مورد استفاده در پیشرانه فضایی. سیستم‌های بیولوژیکی نیز از مکانیزم پیشراننده استفاده می‌کنند که برخی از سرپایان، خرگوش‌های دریایی (sea hares)، بندپایان و ماهیها  از جمله آنها هستند.   